# Varvarin

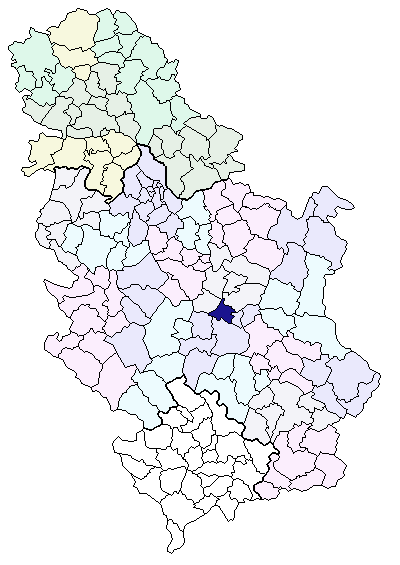

Varvarin (cirill betűs szerb írással: Варварин) egy település Szerbiában, a Rasina körzetben. Lakossága 2198 fő.

## Története
A város 1810-ben egy török–szerb-orosz ütközet helyszíne volt. Joseph Cornelius O'Rourke parancsnoknak itt állítottak emlékművet 1910-ben.
1999. május 30-án du. 1 óra után néhány perccel a Nagy-Morava folyó felett átívelő hidat bombatalálat érte, melynek 10 halálos áldozata és 17 súlyos sérültje lett. Valószínűsíthetően a NATO F-16-os gépei voltak felelősek a támadásért, ám a NATO a mai napig nem adott erről bővebb tájékoztatást azonkívül, hogy Jamie Shea szóvívő 1999. május 31-én hadi célpontként hivatkozott a hídra. Az áldozatoknak később emlékművet emeltek, mely az azóta már újjáépített híd hídfője mellett áll.

## Népesség
- 1948-ban 1 090 lakosa volt.
- 1953-ban 1 100 lakosa volt.
- 1961-ben 1 165 lakosa volt.
- 1971-ben 1 519 lakosa volt.
- 1981-ben 1 937 lakosa volt.
- 1991-ben 2 306 lakosa volt.
- 2002-ben 2 198 lakosa volt, melyből 2 149 szerb (97,77%), 6 bolgár, 6 macedón, 6 montenegrói, 5 gorai, 4 horvát, 2 német, 1 cseh, 1 jugoszláv, 12 ismeretlen.

## A községhez tartozó települések
- Bačina
- Bošnjane
- Varvarin Selo
- Gornji Katun
- Gornji Krčin
- Donji Katun
- Donji Krčin
- Zalogovac
- Izbenica
- Karanovac
- Mala Kruševica
- Marenovo
- Maskare
- Obrež (Varvarin)
- Orašje (Varvarin)
- Pajkovac
- Parcane
- Suvaja (Varvarin)
- Toljevac
- Cernica (Varvarin)

## Testvérvárosok
- Ravne na Koroškem, Szlovénia

## Kapcsolódó szócikk
- Varvarini légitámadás

## Külső hivatkozások
- Varvarin honlapja
- A NATO elismerte, hogy támadta a varvarini hidat Origo 1999. május 31.